# Persoonia pauciflora
Persoonia pauciflora är en tvåhjärtbladig växtart som beskrevs av Peter Henry Weston. Persoonia pauciflora ingår i släktet Persoonia och familjen Proteaceae. Inga underarter finns listade i Catalogue of Life.